# Freedom (película de 2016)
Freedom es una película de drama ugandesa de 2016 ambientada en los años de guerra anteriores al Ejército de Resistencia Nacional. Fue producida por Richard Mulindwa, con guion de Mulindwa y Nisha Kalema. Después de su estreno, dominó las nominaciones y premios en del Festival de Cine de Uganda 2016 con nueve nominaciones y seis victorias, incluyendo Mejor Largometraje, Mejor Director, Mejor Actor (película) y Mejor Actriz (película).

## Sinopsis
La película detalla el despreciable abuso sufrido por la desafortunada Amelia (Nisha Kalema) a manos de su padre adoptivo. 

## Internacionalmente
El productor y ministro de religión británico George Hargreaves la estrenó en Europa en agosto de 2017. Se presentó en el Festival Fringe de Edimburgo en Escocia y en el Centro de Artes Bernie Grant en Londres entre el 15 y el 26 de agosto del mismo año.

## Controversia
Nisha Kalema, guionista de la película, perdió sus créditos como tal en los carteles promocionales, el DVD de la película y el estreno en cine, por lo que se peleó con los productores de la película. Sin embargo, fue acreditada en IMDb.

## Premios y nominaciones
| Premios y nominaciones | Premios y nominaciones                       | Premios y nominaciones             | Premios y nominaciones | Premios y nominaciones | Premios y nominaciones |
| Año                    | Premios                                      | Categoría                          | Recibido por           | Resultado              |                        |
| ---------------------- | -------------------------------------------- | ---------------------------------- | ---------------------- | ---------------------- | ---------------------- |
| 2016                   | Premios del Festival de Cine de Uganda (UFF) | Premio al mejor vestuario / diseño |                        | Ganador                |                        |
| 2016                   | Premios del Festival de Cine de Uganda (UFF) | Mejor fotografía                   |                        | Ganador                |                        |
| 2016                   | Premios del Festival de Cine de Uganda (UFF) | Película del año / Mejor director  |                        | Ganador                |                        |
| 2016                   | Premios del Festival de Cine de Uganda (UFF) | Mejor actriz (película)            | Nisha Kalema           | Ganadora               |                        |
| 2016                   | Premios del Festival de Cine de Uganda (UFF) | Mejor largometraje                 | Richard Mulindwa       | Ganador                |                        |
| 2016                   | Premios del Festival de Cine de Uganda (UFF) | Mejor edición / postproducción     |                        | Ganador                |                        |
| 2016                   | Premios del Festival de Cine de Uganda (UFF) | Mejor guion                        |                        | Nominado               |                        |
| 2016                   | Premios del Festival de Cine de Uganda (UFF) | Mejor actor (película)             | Raymond Rushabiro      | Nominado               |                        |
| 2016                   | Premios del Festival de Cine de Uganda (UFF) | Mejor sonido                       |                        | Nominado               |                        |